# Thézac, Charente-Maritime
Thézac är en kommun i departementet Charente-Maritime i regionen Nouvelle-Aquitaine i västra Frankrike. Kommunen ligger i kantonen Saujon som ligger i arrondissementet Saintes. År 2022 hade Thézac 332 invånare.

## Befolkningsutveckling
Antalet invånare i kommunen Thézac
Referens:INSEE